# Thelema (gruppo musicale)
I Thelema sono stati un gruppo post-punk formatasi a Modena nel 1984 ispirato all'opera esoterica di Aleister Crowley.
Tra i pionieri in Italia a pubblicare musica dark-wave nata dall'ondata culturale punk inglese. Una formazione che fin dagli esordi ha sviluppato un'identità sonora propria non omologata, contaminata da strumenti classici ed elettronica. Secondo Fabio Zuffanti di Rolling Stones, il loro primo album è uno dei 10 dischi fondamentali del genere dark italiano.

## Storia

### Inizi
La prima formazione fu composta da Massimo Mantovani (ex Blousons Noirs) alla voce e chitarra, Giorgio Parmigiani (ex Throbs of Pleasure) al basso e Gregorio Bardini (ex T.A.C.) alle tastiere e al flauto traverso. Appena diventarono maggiorenni, frequentarono i centri sociali modenesi, veri vivai di cultura punk dove si ascoltava e si faceva musica. I tre ragazzi erano accomunati dall'interesse per l'esoterismo e dalla musica di alcune formazioni britanniche come Joy Division, The Damned, Killing Joke, ecc., esponenti della nuova ondata post-punk d'oltre manica a tinte oscure, caratterizzata da sonorità incalzanti e tribali. Allo stesso modo i tre amici dettero sfogo alla propria creatività musicale prediligendo la scala minore ed utilizzando le tematiche del pensiero di Crowley per i testi. La scelta del nome THELEMA fu un omaggio all'occultista britannico.
Con l’entrata del batterista Marco Bucciarelli composero i primi brani.
Realizzarono un primo demo-tape chiamato "The Golem and the Fall of the Dying Gods" e nel dicembre dello stesso anno registrarono il primo 7" intitolato "Rosa Alchemica". I Thelema iniziarono anche una costante attività dal vivo. Il loro esordio sul palco risaliva a novembre del 1984 ad Ostiglia (Mantova), durante il quale suonarono l'intero repertorio dell'epoca. Il disco fu pubblicato insieme alla fanzine Signal di Sandro Bergamo per le Edizioni Lumiere. Le recensioni su riviste specializzate e fanzine furono unanimemente positive, e i Thelema continuarono con una costante attività live. 
Sempre nel 1985 Massimo e Gregorio incisero un nastro di musica rituale intitolato Rosa + Croce; le cui prime 93 copie furono numerate in oro. 
Nei mesi di ottobre e novembre del 1985, il chitarrista Davide Mussini si unì a loro, e i Thelema registrarono i brani destinati al loro primo album. Questo album, intitolato "Tantra", fu rilasciato nei primi mesi del 1986 sotto l'etichetta Spittle Records. Il disco ottenne ottime recensioni ed è ancora oggi considerato un'icona della dark-wave italiana degli anni '80. Tra i brani più noti si ricordano "Magick," "The Book of the Law," e "Rosa Alchemica," apprezzati per il sound originale che, senza confini o barricate, conciliava il suono del flauto con quello delle chitarre elettriche.
Per circa due anni, i Thelema si esibirono dal vivo in varie parti d'Italia. Tuttavia, nonostante un discreto apprezzamento, la data di Verona del dicembre 1988 segnò il loro primo scioglimento.

#### La decade del '90
Nel 1993, spinti dall'entusiasmo di Maurizio Pustianaz (alias Gerstein), amico e fan di lunga data, Giorgio e Massimo ricomposero i Thelema e iniziarono a scrivere nuovi testi e canzoni. Firmarono quasi immediatamente con l'etichetta fiorentina Musica Maxima Magnetica e nell'ottobre del 1994 fu pubblicato l'album "The Vision and the Voice". A quest'opera collaborarono altri musicisti in qualità di ospiti tra cui spiccano Paul Chain, Steve Sylvester dei Death SS, Simone Balestrazzi dei T.A.C, e ovviamente Maurizio Gerstein Pustianaz. Dal vivo erano accompagnati dal chitarrista Davide Grimaldi e dal batterista Davide Borghi, entrambi membri dei Diathriba. Per alcune date partecipò anche Saverio Tesolato degli Autunna Et Sa Rose.
Dopo pochi mesi, fu rilasciato il singolo "My Shout". Durante l'intero 1996, le composizioni destinate al nuovo lavoro di Giorgio e Massimo si caratterizzarono per una ferocia dirompente e rabbiosa, segnando un ritorno agli albori punk del loro passato. All'interno dell'album, si trova una versione di "The Glory of the Hawk" alla quale ha partecipato anche Francesca Nicoli degli Ataraxia.
Il terzo album della band, intitolato "Night of Pan," fu pubblicato nel 1997 con l'etichetta Musica Maxima Magnetica e prodotto da Paolo Favati dei Pankow. Questo nuovo lavoro li portò a esibirsi non solo in Italia, ma anche in Francia e Germania. Tuttavia, la data di Kassel a gennaio del 1997 segnò la loro ultima esibizione dopo un ulteriore cambio di formazione, con l'aggiunta di Federico Gavioli alle tastiere e Pino Dieni alla chitarra, prima del loro successivo scioglimento.

#### Nuovo millennio
Dopo qualche anno, la miccia si riaccese e nel maggio del 2006 fu rilasciato l'album "Burnt Memories". Il disco ricevette recensioni molto positive e grazie a una distribuzione efficace e alla presenza online, il titolo è ancora oggi disponibile presso numerosi distributori in tutto il mondo.
Nel gennaio del 2007, la band si arricchì con l'ingresso di Gianluca Artioli, chitarrista che aveva già collaborato brevemente in passato durante alcune esibizioni dal vivo, e del batterista Alex Facciolo. Con la creazione di nuovi brani, il quartetto si immerse nelle registrazioni, con la partecipazione anche di Pino Dieni (ex chitarrista dei Thelema, questa volta alla tromba e alla viola), che furono completate all'inizio del 2008. 
Il nuovo album “La Sangre Real” uscì su etichetta Black Light District. Alla nuova line-up dal vivo nel 2010 si aggiunse la batterista Cristina Atzori (già Mumble Rumble, Stereokimono).
Nel 2015 i Thelema pubblicarono l'album "231" sotto l'etichetta Zecor-ben Records, con la seguente line-up: Massimo Mantovani alla voce, Giorgio Parmigiani al basso, Gianluca Artioli alla chitarra e Jo Panther alla batteria.

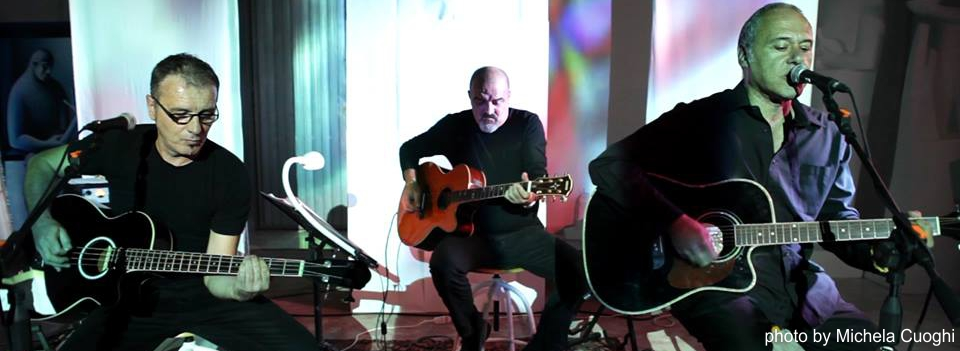
Da sx: GP, DM, MM nel 30º anniversario.

In occasione del loro trentennale, i Thelema tennero il loro primo concerto acustico in un party esclusivo presso l'atelier dell'amico Fabrizio Loschi. In questa occasione, si unì a loro eccezionalmente il primo chitarrista originale, Davide Mussini.
Nel 2017 i Thelema ripresero a lavorare in coppia. Mantovani e Parmigiani produssero "Celebration of the Wolfgoat", pubblicato da Palace of Worms Records e Torredei Records. La band continuò a esibirsi dal vivo fino al 2019.

Nel 2023, l'album "Phoenix" vide la luce per l'etichetta digitale Almabit, accompagnato da una raccolta di brani acustici dal titolo "Agape".

## Formazioni
|                                         | Massimo Mantovani (voce, chitarra), Giorgio Parmigiani (basso), Gregorio Bardini (tastiere, flauto), Marco Bucciarelli (batteria).                  |
|                                         | Massimo Mantovani (voce), Giorgio Parmigiani (basso), Gregorio Bardini (tastiere, flauto), Davide Mussini (chitarra), Marco Bucciarelli (batteria). |
| Thelema in 1986. Da sx: DM, MM, GP, MB. | Massimo Mantovani (voce), Giorgio Parmigiani (basso), Davide Mussini (chitarra), Marco Bucciarelli (batteria).                                      |
|                                         | Massimo Mantovani (voce), Giorgio Parmigiani (cori, basso), Davide Grimaldi (chitarra), Davide Borghi (batteria).                                   |
|                                         | Massimo Mantovani (voce), Giorgio Parmigiani (cori, basso), Saverio Tesolato (tastiere), Davide Grimaldi (chitarra), Davide Borghi (batteria).      |
|                                         | Massimo Mantovani (voce), Giorgio Parmigiani (cori, tastiere), Luca Mascia (basso), Gianluca Artioli (chitarra), Alessandro Facciolo (batteria).    |
|                                         | Massimo Mantovani (voce), Giorgio Parmigiani (cori, basso), Pino Dieni (tromba, viola), Gianluca Artioli (chitarra), Cristina Aztori (batteria).    |
|                                         | Massimo Mantovani (voce), Giorgio Parmigiani (cori, basso), Gianluca Artioli (chitarra), Jo Panther (batteria).                                     |
|                                         | Massimo Mantovani (voce), Giorgio Parmigiani (cori, basso), Gianluca Artioli (chitarra), Alessandro Facciolo (batteria).                            |

## Discografia
- 1985 - THE GOLEM (C60 cassette - self-produced)
- 1985 - ROSA+CROCE (C60 cassette - self-produced)
- 1985 - ROSA ALCHEMICA (7’’ Ed. Lumieres)
- 1986 - TANTRA (LP - Spittle Records)
- 1987 - LUCIFER RISING (c45 cassette - The League of the Gloomers Records)
- 1988 - THE RISE OF THE SNAKE (c45 cassette - self-production)
- 1989 - STILL BURNING (c45 cassette, live - self-produced)
- 1990 - IL CUORE CINTO DAL SERPENTE (c45 cassette - self-produced)
- 1990 - KUBLA KHAN (c45 cassette - self-produced)
- 1994 - THE VISION AND THE VOICE (CD - Musica Maxima Magnetica)
- 1995 - MY SHOUT (MiniCD - Musica Maxima Magnetica)
- 1997 - NIGHT OF PAN (CD - Musica Maxima Magnetica)
- 1997 - NIGHT IN KASSEL (CD, live - self-produced)
- 2006 - BURNT MEMORIES (CD e Double Vinyl - Small Voices)
- 2006 - TANTRA (CD, nuova ed. remasterizzata - In The Night Time)
- 2008 - LA SANGRE REAL (CD - Black Light District)
- 2011 - KUBLA KHAN (CD Free - the remixes by Muthant - Mad Cow Records)
- 2012 - LIVE IN FLORENCE (CD, live - FREE - Mad Cow Records)
- 2015 - 231 (CD - Zecor-Ben Records)
- 2016 - 30th ANNIVERSARY ACOUSTIC LIVE (CD - Zecor-Ben Records)
- 2017 - CELEBRATION OF THE WOLFGOAT (CD - Palace of Worms Records)
- 2023 - AGAPE (Digital Store - brani acustici raccolti tra il 2006 e il 2016 - Almabit)
- 2023 - PHOENIX (Digital Store - Almabit)

### Recensioni
| "…in ogni modo, un gruppo capace e determinato, in grado di inserirsi con autorità nel panorama del dark sound non soltanto italiano."Federico Guglielmi, Il Mucchio Selvaggio (mag.1985) |
| "I contenuti di questo nastro [Rosa+Croce] sono quanto di più misterioso ed affascinante sia stato prodotto nel nostro paese: una raccolta di musiche magiche e rituali ricchissime di energia e di potenza espressiva. " Marco Pandin, A Rivista Anarchica (1985) |
| "Vinile rosso sangue per tre brani impregnati di passione per l'esoterico, per la magia sessuale e rituale e per certa letteratura decadente ... rock primordiale, selvaggio, rozzo, ... orientato verso la tradizione dei maledetti. "Vittorio Amodio, Urlo Wave (1985) |
| "Assai atteso, questo primo LP dei modenesi Thelema conferma quanto di buono ci si attendeva da loro ... un solidissimo gruppo che basa il proprio suono su di un drumming potente e sugli intrecci spesso deliziosi di chitarra ... le capacità di questi ragazzi sono veramente notevoli e più di un brano merita applausi a scena aperta" Gino Tozzini, Rockerilla (lug. 1986) |
| "Basta ascoltare Rosa Alchemica per comprendere le enormi possibilità dei Thelema ... in 'Tantra' troviamo chitarre veloci e crude, un'adeguata sezione ritmica pulsante, tastiere e flauto che ricamano preziosi suoni ... e se ancora pensate che i gruppi ‘made in Italy' non siano all’altezza delle vostre orecchie, correte al più vicino centro audiometrico, ne avete urgente bisogno!!!"Vittorio Amodio, Il Mucchio Selvaggio (lug. 1986) |
| The Vision and The Voice "The Vision and The Voice ... è una successione di torridi brani punk/dark e di velvetiane ballate in nero ... un lavoro ... con una piccola marcia in più, per fantasia creativa e ricerca degli arrangiamenti, rispetto alla maggioranza delle proposte internazionali oggi etichettate 'gothic wave" Vittore Baroni, Rumore n. 36 (gen. 1995) |
| "...Un Rock di grande qualità, non certo una ennesima pallida copia della scena anglo-sassone ... i Thelema sono italiani ed utilizzano perfettamente l'atmosfera della loro grande cultura ... Intransigenti, perversi, provocanti, hanno un suono unico ed hanno forgiato una nuova forma di musica unica. Ascoltate solamente Khubla Khan e Der Steppenwolf, sarete conquistati dai Thelema."Omega, Niver (Fra), 1995 |
| "... ammaliano, feriscono… il conturbante intreccio di elementi mistico-esoterici assieme a qualche spunto quasi punk… atmosfere tese e concitate di questo scorcio di millenio…"Federico Guglielmi, Rumore, 1997 |
| "... fulgido esempio di punk proto-industriale…"Fabio Massimo Arati, Raro, 1997 |
| "... I Thelema hanno creato la giusta colonna sonora per avvicinarsi un po' all'illuminazione con lo yoga, la bioenergetica o il tantra, o semplicemente per far penzolare la propria anima come un semplice mortale…"CS, Terrorvelag (Ger), 2006 |
| "... la vena dark degli esordi e l’attitudine punk degli ultimi cd sembrano aver lasciato il posto ad un approccio più intimista e riflessivo. Le eleganti soluzioni elettro-acustiche di “Burnt Memories”, assai curate negli arrangiamenti, rivelano infatti una sorprendente vena psichedelica di derivazione barrettiana che conferisce un fascino soave e avvolgente all’intera opera. "Fabio Massimo Arati, Fuori dal Mucchio, 2006 |
| "Il loro quinto album è un lavoro concettuale basato sulle leggende che circondano la figura del Gesù storico. Lungi dall'essere un rimaneggiamento delle idee esposte nei libri recenti, "La Sangre Real" dà voce ad insegnamenti disseminati in innumerevoli tradizioni esoteriche: l'origine ultraterrena del Sangue di Gesù, i rapporti, avvenuti secoli fa, tra l'uomo e gli esseri da altri piani di esistenza, la sopravvivenza di Gesù stesso e della sua progenie. Musicalmente questo è un affare ipnotico e drammatico, che si adatta perfettamente alla profondità del concetto. "www.clear-spot.nl, 2008 |
| " Ogni album dei Thelema è foriero di saperi esoterici filtrati da sonorità altrettanto magiche suggestive."Aldo Chimenti, Rockerilla, 2008 |
| "Questo di Thelema è un ottimo disco dal mood dark-rock, come si conviene al genere, ma riesce a schivare le soluzioni di genere più scontate per allargare confini e vedute..."Stefano Pifferi, SentireAscoltare, 2009 "…l’esecuzione così calorosa che in certi momenti sembra di essere lì sotto il palco…"Fabio Degiorgi, Rosa Selvaggia, 2012 |
| "…irruenti e ruvide tracce post-punk… tracce pacate e decadenti…a volte dirompenti e deraglianti…momenti neo-folk…"Caesar666, DeBaser, 2016 |
| " Senza timore di esagerare si può definire straordinario il live acustico dei Thelema tenutosi in occasione del loro trentennale. "Gabrydark, Rosa Selvaggia, 2016 |
| "… chiaro fin dal principio che non ha alcun senso catalogarlo ad una definizione netta.”Hadrianus, Ver Sacrum, 2018 |
| "…album atmosferico, intimo, notturno e soffuso…senza dubbio uno dei lavori più suggestivi e affascinanti della band…"Roberto Alessandro Filippozzi, Darkroom Magazine, 2018 |

### Compilations riconosciute
- F/EAR THIS! (Double Vinyl Album - RockGarage Records, Italy - 1987), include il brano: J. C. S. (A Pagan Ritual)

- DIECI ANNI DI SPITTLE (Vinyl Album Spittle Records, Italy - 1987), include il brano: Sweet Submission

- MAGNETICA SUBMISSION (CD Submission, England - 1995), include il brano: The Glory of the Hawk

- INTIMATION of IMMORTALITY vol. 2 (CD Energeia, Italy - 1995), include il brano: Kubla Khan

- TOUCHED BY THE HAND OF GOTH (Double CD Euromedia, Germany - 1996), include il brano: The Glory of the Hawk

- GOTHIC part III (CD Gothic Records, Germany - 1996), include il brano: Here We Stand

- TEN YEARS OF VISIONS (CD Horus Cyclic Daemon, Czech Rep. - 1997), include il brano: My Shout

- IN THE DARK ROOM vol.! (Digital Compilation Darkroom magazine, Italy - 2008), include il brano: Despair (Unrealised version1)

- OTHER VOICES (Intuition, OtherVoices Records, Russian Rep. - 2010), include il brano: Despair (Unrealised version 2)

- Noi(se) per l'Emilia (Digital Compilation, Noisemilia.com, Italy - 2012), include il brano: Star Shining Bright (live)

- ZVUKOVA VLNA XII (CD, Ed. Vlna, Slovakia - 2016), include il brano: 231

## Progetti paralleli
- Anubi (1991 - 1993) - Giorgio Parmigiani, Fabrizio Bucciarelli, Claudio Cavani e Antonio Fierro.
- Damages Dept (1996) - Giorgio Parmigiani e Francesca Giuli.
- Muthant (1998 - 2024...) - Giorgio Parmigiani.
- Ultra High Frequencies (1999) - Giorgio Parmigiani, Gianluca Artioli e Francesca Giuli.
- Ix-Chel (1999 - 2000) - Giorgio Parmigiani e Pino Dieni.
- Su Marte (2001) - Giorgio Parmigiani e Pino Dieni.
- Mossa (2001 - 2003) - Giorgio Parmigiani, Claudio Cavani, Armando Manzini[5], Luca Mascia e Alessandro Facciolo.
- Trezero (2004 - 2021) - Giorgio Parmigiani, Claudio Cavani, Elisa Meschiari e Armando Manzini.
- Try-be (2006) - Giorgio Parmigiani e Francesca Giuli.
- Black Bocciofila Combo (2012 - 2024...) - Giorgio Parmigiani e Fabrizio Loschi.
- Ephemeridi (2024...) - Giorgio Parmigiani, Claudio Cavani e Andrea Cavani.